# Samvel Katz
Samvel Katz (en hebreu: שמואל "מוקי" כץ, 9 de desembre de 1914 - 9 de maig de 2008) va ser un escriptor, historiador i periodista israelià. Abans de la formació de l'Estat d'Israel, va ser activista sionista i  membre de l'alt comandament de l'Irgun. Va ser membre de la primera Kenésset i també és conegut per la seva biografia del líder jueu Zeev Jabotinskyi.

## Biografia
Katz va néixer a Johannesburg, Sud-àfrica. Els seus pares van ser Alexander i Luba Katz. El 1930 es va unir al moviment Betar. El 1936 va emigrar a l'Eretz Israel com a secretari de Michael Haskel, el cònsol honorari de Sud-àfrica. Poc després de la seva arribada es va unir a l'Irgun. El 1939 Zeev Jabotinski el va enviar a Londres per parlar sobre temes relacionats amb Palestina. Mentre hi va ser va fundar la publicació revisionista "The Jewish Standard" i va ser el seu editor entre 1939-1941 i el 1945.
El 1946, Katz va tornar a l'Eretz Israel i es va unir a la caserna general de l'Irgun, on va participar activament en les relacions exteriors. Va ser un dels set membres de l'alt comandament de l'Irgun, així com portaveu de l'organització. Katz també va exercir com a comandant de l'Irgun a Jerusalem durant la Guerra de la Independència. Menachem Begin va escriure a "La revolta" que Katz "va ser l'oficial responsable de Jerusalem fins a la dissolució dels regiments militars de l'Irgun Zvai Leumi".

## Carrera política
El 1977 Katz es va convertir en "Assessor del Primer Ministre per a Informació a l'Estranger" de Menachem Begin. Va acompanyar Begin en dos viatges a Washington DC i se li va demanar que expliqués alguns punts al president Jimmy Carter. Renuncià a aquesta tasca el 5 de gener de 1978 a causa de diferències amb el gabinet sobre propostes de pau amb Egipte. Posteriorment, Katz va estar actiu amb el partit Tehiyà durant alguns anys i més tard amb Herut - El Moviment Nacional, després que es va separar del governant Likkud.

## Carrera literària
El llibre de Katz "Camp de batalla: realitat i fantasia a Palestina" descriu les arrels del conflicte araboisraelià i intenta refutar els mites antisionistes i la propaganda àrab. Katz és l'autor d'una biografia de dos volums de Jabotinski titulada Lone Wolf, A Biography of Vladimir (Ze'ev) Jabotinsky. A més, va publicar una columna regular durant molts anys a The Jerusalem Post.